# Campbelltown (Australia)
Campbelltown è una città dell'Australia situata nel Nuovo Galles del Sud. Si tratta di una storica "città satellite" di Sydney, trovandosi a circa 50 km a sud-est dal distretto affaristico centrale di Sydney. È inoltre il centro amministrativo della LGA della Città di Campbelltown.